# 니나 궁케
니나 궁케(Nina Gunke, 1955년 7월 12일 ~ )는 스웨덴의 배우이다.